# 君は時のかなたへ
『君は時のかなたへ』（きみはときのかなたへ）は、1995年9月18日 19:30 - 20:54（JST）にテレビ朝日で放映されたSF時代劇スペシャルである。木村拓哉が松平元康を演じ、木村拓哉ドラマスペシャルと銘打たれた作品。同年12月31日には再放送がされていた。
サブタイトルは、「400年の時を超えモノスゴイ奴がやって来た」。

## 概要
木村拓哉が、徳川家康の青年時代である松平元康を演じた。ただし、本作は時代劇ではなくSF作品であり、現代にタイムスリップした元康と現代人の少女のラブストーリーが展開され、そこに元康の命を狙う佐久間陣内も同じくタイムスリップしてきて大騒動となる。

## キャスト
松平元康
演 - 木村拓哉
後の徳川家康で、400年前の時代からタイムスリップして来た。
北条薫
演 - 持田真樹
看護婦。
仁科順一
演 - 袴田吉彦
広告代理店勤務のサラリーマンで、薫の彼氏。
大原絵里
演 - 山下容莉枝
薫の先輩看護師。
サラリーマンの男
演 - 石井竜也
インベーダーゲームをする男。尚、石井は本作のストーリーテラーも兼任している。
佐久間陣内
演 - 伊原剛志（特別出演）
元康の命を狙って同じくタイムスリップして来た男。
鳥居伊賀守忠吉 / 吉村隆次
演 - 板東英二
戦国時代の武将。三河国で松平氏に仕える家臣。現代の世界では居酒屋の大将である。
仁科美津子
演 - 野際陽子
病院の院長で、順一の母親。
斎藤
演 - 渡辺いっけい（友情出演）
薫が担当する患者。

## スタッフ
- 脚本 - 中島かずき
- 原案 - 横谷昌宏
- 音楽 - 若草恵
- 主題歌 - ナディア「君は時のかなたに」
- プロデュース - 中嶋豪、大井素宏、松本基弘
- 演出 - 中嶋豪
- 製作 - テレビ朝日

## 関連書籍
- 中島かずき『君は時のかなたへ』葉月 陽子（ノベライズ）、双葉社、東京都新宿区東五軒町3-28〈ドラマブック〉、1995年8月。ASIN 4575232289。ISBN 978-4575232288。OCLC 673686449。全国書誌番号:96001563。